# Верхнеикорецкое сельское поселение
Верхнеикорецкое сельское поселение — муниципальное образование Бобровского района Воронежской области России.
Административный центр — село Верхний Икорец.

## Население
| 2000  | 2005  | 2010  | 2012  | 2013  | 2014  | 2015  | 2016  | 2017  |
| ----- | ----- | ----- | ----- | ----- | ----- | ----- | ----- | ----- |
| 2164  | ↘1852 | ↘1510 | ↘1477 | ↘1428 | ↘1379 | ↗1405 | ↗1442 | ↘1426 |
| 2018  | 2019  | 2020  | 2021  |       |       |       |       |       |
| ↘1416 | ↗1431 | ↗1450 | ↘1401 |       |       |       |       |       |

## Административное деление
Состав поселения:
- село Верхний Икорец,
- посёлок Заречный,
- посёлок Нескучный.

## Известные уроженцы
- Яблочкин, Дмитрий Михайлович — Герой Советского Союза.
- Просветов, Пётр Данилович — Герой Советского Союза.
- Рубахин, Анатолий Ермолаевич — Герой Советского Союза.